# Marc Abramsson
Jimmy Marc William Abramsson, född 7 september 1978 i Tyresö församling i Stockholms län, är en svensk politiker. Han var tidigare partiledare för Nationaldemokraterna från 2006 till 2014. Abramsson var tidigare ordförande för Nationaldemokraternas ungdomsförbund Nationaldemokratisk Ungdom 2002–2004. Abramsson satt även i Södertälje kommunfullmäktige mandatperioderna 2006-2014.
Abramsson har bakgrund i Sverigedemokraterna, där han bland annat var ordförande för Sverigedemokratisk Ungdom-Öst innan partiet delades 2001.

## Biografi
Abramsson är född och uppväxt i Tyresö. Som 12-åring flyttade han med familjen till Åkersberga norr om Stockholm. Efter gymnasiet och värnplikt i Boden studerade Abramsson först vid Komvux och sedan statskunskap och matematik vid Stockholms universitet. Han valde senare att engagera sig på heltid för Nationaldemokraterna.

## Kriminalitet
Abramsson dömdes 2004 vid Stockholms tingsrätt till fängelse för grov misshandel och våldsamt upplopp i samband med att personer i ungdomsförbundet Nationaldemokratisk Ungdom anföll Pridetåget 2003. Han friades dock senare från misshandel av Svea hovrätt, men dömdes till fyra månaders fängelse för våldsamt upplopp.